# Казанчинский сельсовет (Аскинский район)
Казанчинский сельсове́т — административно-территориальная единица и муниципальное образование в Аскинском районе Республики Башкортостан Российской Федерации.

## История
Законом «О границах, статусе и административных центрах муниципальных образований в Республике Башкортостан» муниципальное образование наделено статусом сельского поселения.

## Население
| 2002 | 2009  | 2010  | 2012  | 2013  | 2014  | 2015  |
| ---- | ----- | ----- | ----- | ----- | ----- | ----- |
| 1390 | ↘1264 | ↘1147 | ↘1097 | ↘1070 | ↘1058 | ↘1042 |
| 2016 | 2017  |       |       |       |       |       |
| ↘984 | ↘954  |       |       |       |       |       |

## Состав сельского поселения
| № | Населённый пункт | Тип населённого пункта       | Население |
| - | ---------------- | ---------------------------- | --------- |
| 1 | Старые Казанчи   | село, административный центр | ↘631      |
| 2 | Новая Кара       | деревня                      | ↘167      |
| 3 | Урманкуль        | деревня                      | ↘147      |
| 4 | Альягиш          | деревня                      | ↘94       |
| 5 | Башкортостан     | деревня                      | ↘45       |
| 6 | Старая Кара      | деревня                      | ↘39       |
| 7 | Михайловка       | село                         | ↘21       |
| 8 | Русская Кара     | деревня                      | ↘3        |

В 2005 году упразднена деревня Григорьевка (Закон «О внесении изменений в административно-территориальное устройство Республики Башкортостан в связи с образованием, объединением, упразднением и изменением статуса населенных пунктов, переносом административных центров» от 20 июля 2005 года N 211-з).